# Gilberto Freyre
Gilberto de Mello Freyre (15. března 1900 Recife – 18. července 1987 tamtéž) byl brazilský sociolog a antropolog. 
Byl synem Alfreda Freyreho, profesora na právnické fakultě v Recife. Vyrůstal v baptistickém prostředí a hlásil se k portugalským, nizozemským i indiánským předkům. Vystudoval Kolumbijskou univerzitu, kde byli jeho intelektuálními vzory Franz Boas a Franklin Henry Giddings. Pak pracoval v rodném městě jako novinář a učitel, po nástupu Getúlia Vargase k moci odešel do exilu v Portugalsku. Roku 1933 vydal své stěžejní dílo Casa-Grande & Senzala, v němž popsal otrokářství jako formující zkušenost brazilské společnosti. V jeho textech se spojuje regionální patriotismus severovýchodní Brazílie se snahou o definování celobrazilské multirasové národní identity. Přišel s koncepcí lusotropikalismu, podle níž tvoří portugalsky hovořící země jednotnou civilizaci bez ohledu na původní etnické rozdíly.
Po návratu do vlasti byl poslancem národního kongresu a pedagogem na Federální univerzitě v Rio de Janeiro. Působil také v komisi Organizace spojených národů pro prevenci konfliktů mezi státy a rasami. V závěru života se přiklonil ke konzervatismu a podpořil vojenský převrat, který vedl Humberto de Alencar Castelo Branco.
Byl uznávaným polyhistorem a veřejným intelektuálem, zasloužil se o rozvoj společenských věd v Brazílii. Vedle vědecké práce se věnoval také poezii a výtvarnému umění. Byl přijat do Americké akademie umění a věd a do American Philosophical Society, získal Řád čestné legie, Řád britského impéria, Anisfield-Wolfovu cenu a Cenu Machada de Assise, byl navržen na Nobelovu cenu. Jeho jméno nese letiště v Recife a v domě, kde žil, bylo zřízeno muzeum. 